# Eimeriorina
Eimeriorina é uma subordem do filo Apicomplexa. Todas as espécies deste clado são monoxênicas ou heteroxênicas com dois ou mais hospedeiros. Os hospedeiros podem ser vertebrados ou invertebrados. Há 12 famílias, duas subfamílias e 50 gêneros reconhecidos nesta subordem.